# Sacculina serenei
Sacculina serenei is een krabbezakjessoort uit de familie van de Sacculinidae. De wetenschappelijke naam van de soort is voor het eerst geldig gepubliceerd in 1954 door Boschma.